# Criterium van Peer
Het Criterium van Peer (Nacht van Peer) was een wielercriterium in het centrum van de Belgische stad Peer. Deze wedstrijd werd sinds 1972 jaarlijks verreden in de straten van de stad en is een van de reeks criteriums na de Ronde van Frankrijk. De wedstrijd werd jaarlijks georganiseerd door de plaatselijke wielerclub Peerder Pedaal en was het oudste na-Tourcriterium van Limburg.
In 2013 werd het 42ste en tevens laatste wielerevenement gehouden.

## Erelijst
| Jaar | 1e                    | 2e                    | 3e                 |
| ---- | --------------------- | --------------------- | ------------------ |
| 1945 | Ernest Thyssen        | Antoon Steenbakkers   | Marcel Kint        |
| 1946 | Eugeen Jacobs         |                       |                    |
| 1949 | René Mertens          | Julien Janssens       | Lode Anthonis      |
| 1955 | Rik Van Steenbergen   | Lode Anthonis         | Jozef De Feyter    |
|      |                       |                       |                    |
| 1972 | Roger Swerts          | Roger De Vlaeminck    | Lucien Willekens   |
| 1973 | Roger Swerts          | Tony Gakens           | Patrick Sercu      |
| 1974 | Roger De Vlaeminck    | Frans Verbeeck        | Yvan Benaets       |
| 1975 | André Dierickx        | Willy Teirlinck       | Benny Schepmans    |
| 1976 | Marc Demeyer          | Roger Swerts          | Paul Wellens       |
| 1977 | Walter Planckaert     | Roger Swerts          | Paul Wellens       |
| 1978 | Freddy Maertens       | Frans Van Looy        | Walter Planckaert  |
| 1979 | Herman Vanspringel    | Gerrie Knetemann      | Patrick Sercu      |
| 1980 | Jos Jacobs            | Benny Schepmans       | Daniel Willems     |
| 1981 | Alfons De Wolf        | Guy Nulens            | Benjamin Vermeulen |
| 1982 | Phil Anderson         | Ludo Peeters          | Guy Nulens         |
| 1983 | Eric Vanderaerden     | Etienne De Wilde      | René Martens       |
| 1984 | Ludo Peeters          | Guy Nulens            | Eric Vanderaerden  |
| 1985 | Eric Vanderaerden     | Jozef Lieckens        | Benny Van Brabant  |
| 1986 | Eric Vanderaerden     | Greg LeMond           | Marc Sergeant      |
| 1987 | Herman Frison         | Eric Vanderaerden     | Jos Haex           |
| 1988 | Eddy Planckaert       | Jean-Paul van Poppel  | Benny Van Brabant  |
| 1989 | Carlo Bomans          | Herman Frison         | Claude Criquielion |
| 1990 | Gianni Bugno          | Carlo Bomans          | Wilfried Peeters   |
| 1991 | Eric Vanderaerden     | Claude Criquielion    | Wilfried Peeters   |
| 1992 | Johan Museeuw         | Wilfried Nelissen     | Benny Van Brabant  |
| 1993 | Wilfried Nelissen     | Alain Van Den Bossche | Carlo Bomans       |
| 1994 | Wilfried Peeters      | Wilfried Nelissen     | Eric Vanderaerden  |
| 1995 | Wilfried Nelissen     | Tom Steels            | Francesco Frattini |
| 1996 | Johan Bruyneel        | Wilfried Peeters      | Gert Vanderaerden  |
| 1997 | Johan Museeuw         | Jo Planckaert         | Ludo Dierckxsens   |
| 1998 | Kurt Van De Wouwer    | Tom Steels            | Geert Verheyen     |
| 1999 | Jo Planckaert         | Wilfried Peeters      | Johan Verstrepen   |
| 2000 | Marc Wauters          | Geert Verheyen        | Erwin Thijs        |
| 2001 | Rik Verbrugghe        | Wilfried Peeters      | Ludo Dierckxsens   |
| 2002 | Ludo Dierckxsens      | Marc Wauters          | Paul Van Hyfte     |
| 2003 | Baden Cooke           | Robbie McEwen         | Geert Omloop       |
| 2004 | Tom Boonen            | Robbie McEwen         | Marc Wauters       |
| 2005 | Robbie McEwen         | Wilfried Cretskens    | Johan Vansummeren  |
| 2006 | Marc Wauters          | Tom Boonen            | Niko Eeckhout      |
| 2007 | Gert Steegmans        | Robbie McEwen         | Stijn Devolder     |
| 2008 | Mark Cavendish        | Gert Steegmans        | Philippe Gilbert   |
| 2009 | Mark Cavendish        | Alessandro Petacchi   | Maxime Monfort     |
| 2010 | Jurgen Van den Broeck | Ivan Basso            | Maarten Wynants    |
| 2011 | Jelle Vanendert       | Johan Vansummeren     | Tyler Farrar       |
| 2012 | Thomas De Gendt       | Jelle Vanendert       | Kevin Hulsmans     |
| 2013 | Jan Bakelants         | Matteo Trentin        | Tosh Van der Sande |

## Meervoudige winnaars
| Overwinningen | Renner            | Land                | Jaren                  |
| ------------- | ----------------- | ------------------- | ---------------------- |
| 4             | Eric Vanderaerden | België              | 1983, 1985, 1986, 1991 |
| 2             | Roger Swerts      | België              | 1972, 1973             |
| 2             | Wilfried Nelissen | België              | 1994, 1995             |
| 2             | Johan Museeuw     | België              | 1992, 1997             |
| 2             | Marc Wauters      | België              | 2000, 2006             |
| 2             | Mark Cavendish    | Verenigd Koninkrijk | 2008, 2009             |